# Ibn Umail
Ibn Umail (Mohammed ibn Umail al-Tamimi, en àrab أبو عبد الله محمد بن أميل التميمي) és un alquimista àrab del segle x. En la literatura llatina medieval se l'anomena Senior Zadith o Zadith filius Hamuelis (traducció d'Ibn Umail).

## Obres
Poc se sap de la seua vida. És autor d'alguns tractats d'alquímia, com ara Hall ar-Rumuz (Explicació dels símbols), Kitâb mafâtîh al-hikma al-`uzmâ, etc. El més conegut, perquè es transmet a l'oest llatí, és Kitâb al-mâ' al-waraqî wa al-ardh al-najmîya (El llibre de l'aigua d'argent i la terra estelada) traduït al llatí amb el títol Tabula Chemica.

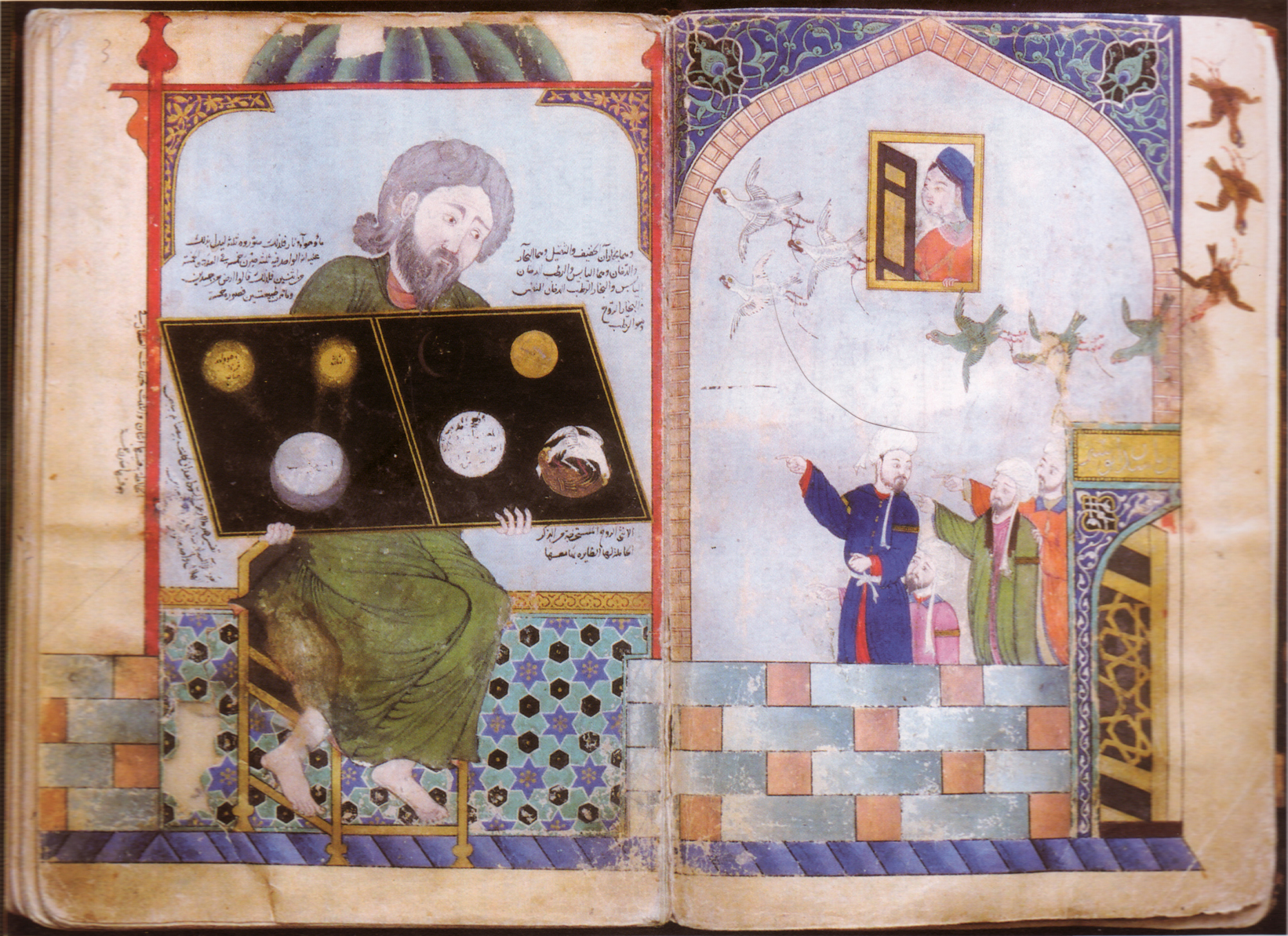
Al·legoria de l'obtenció de la pedra filosofal segons Ibn Umail

Es tracta d'un comentari del seu poema didàctic sobre l'alquímia, titulat Risâla al-shams ilâ al-hilâl (L'epístola del sol i la mitja lluna)', i traduït al llatí amb el títol dEpistula solis et Lunam crescentum. Aquest poema és una oda o cassida, composta de 448 hemistiquis.
El Llibre de l'aigua d'argent i la terra estelada conté moltes cites d'autors alquímics, i també "paraules d'Hermes Trimegist", algunes de les quals provenen d'originals grecs, i altres són apòcrifs àrabs del segle x. Aquestes cites són valuoses per a la història de l'alquímia, i també indiquen la influència de les idees hermètiques sobre l'alquímia àrab.
En la introducció, Ibn Umail descriu de manera al·legòrica com s'obté la pedra filosofal. Com una visió onírica, presenta un vell assegut en un temple, sostenint una taula de pedra com un llibre obert, davant d'assistents que es dediquen a contemplar símbols: un cercle solar i una mitja lluna, unes àguiles que sostenen entre les urpes un arc dibuixat amb una fletxa.
Aquests símbols semblen indicar etapes de l'operació alquímica (fixació, sublimació, coagulació, etc.) i elements químics (coure, argent, sofre, magnesi, etc.).

## Transmissió a l'Occident llatí
Ja al segle XII se n'havia fet una mala traducció al llatí. La Tabula Chemica, juntament amb la Turba philosophorum, és un dels primers i més importants tractats d'alquímica traduïts de l'àrab al llatí. Inclou grans fragments del comentari, i part del poema amb el títol Epistola solis ad lunam crescentem. La Tabula Chemica està àmpliament reproduïda i il·lustrada en l'Aurora consurgens, un manuscrit il·luminat que és un dels primers cicles d'il·lustracions alquímiques de la baixa edat mitjana.